# ليبوريو سوليس
ليبوريو سوليس (بالإسبانية: Liborio Solís)‏ مواليد 21 مارس 1982 في فنزويلا، هو ملاكم محترف بنمي يصنف ضمن فئة وزن الذبابة بدأ مسيرته الاحترافية سنة 2000 حيث انتصر في نزاله الأول. حقق بطولة رابطة الملاكمة العالمية.

## المسيرة الاحترافية
من نزالاته:
- خسر أمام جيمي ماكدونيل (12-11-2016).
- انتصر على دايكي كاميدا (03-12-2013).
- انتصر على كوهي كونو (06-05-2013).
- انتصر على سانتياغو أكوستا (28-04-2012).

## إحصائيات
خاض خلال مسيرته 31 نزالا، فاز في 25 وتعادل في 1 وخسر في 5. فاز بالضربة القاضية في 11 نزالا.

## روابط خارجية
- ليبوريو سوليس على موقع بوكس ريك (الإنجليزية) (registration required)